# Betzenstein

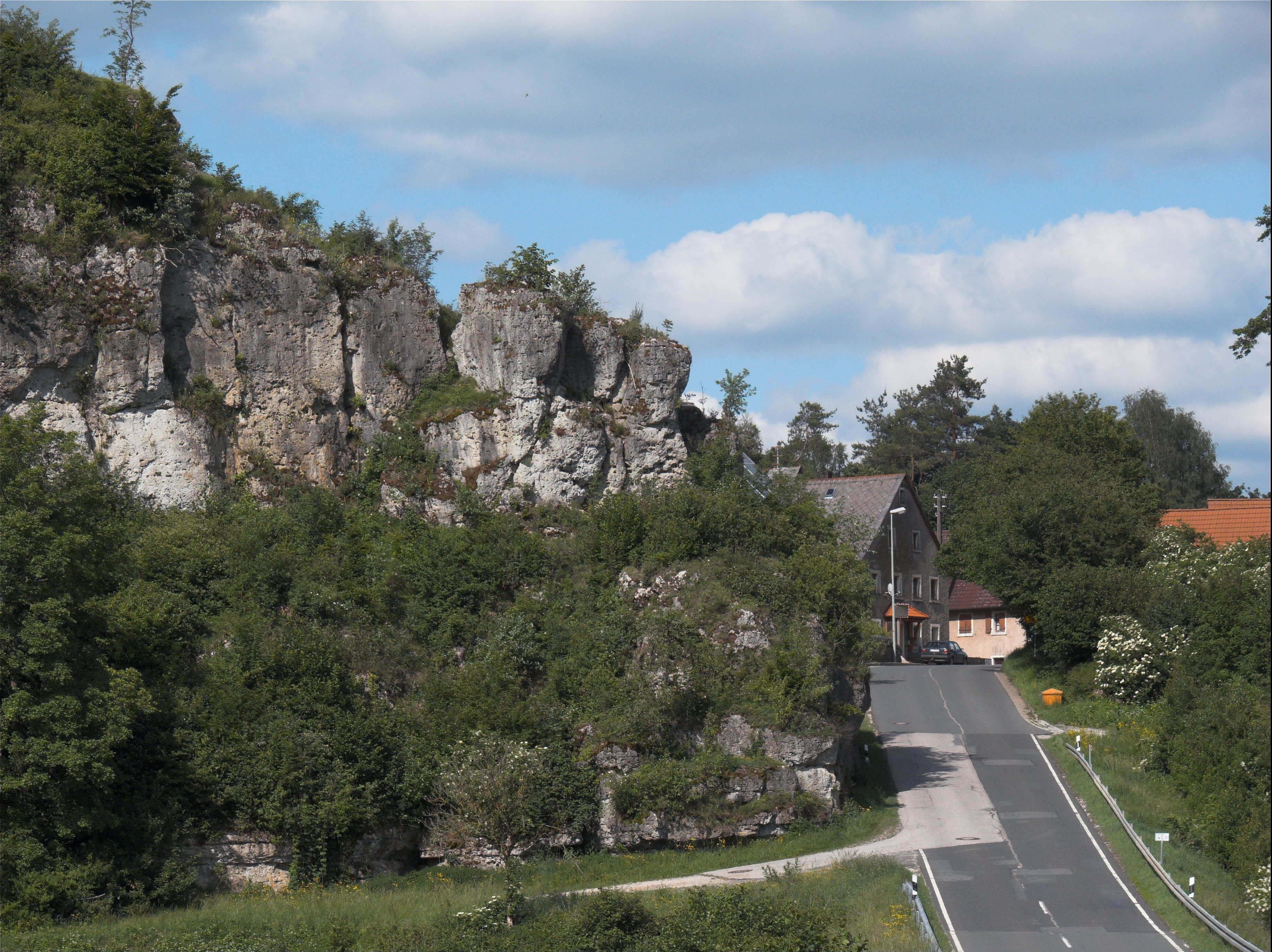
Westelijke toegangsweg vanuit Leupoldstein

Betzenstein is een gemeente in de Duitse deelstaat Beieren, en maakt deel uit van het Landkreis Bayreuth. Het is gelegen in beschermd gebied Fränkische Schweiz.
Betzenstein telt 2.482 inwoners.

## Geschiedenis
Betzenstein wordt voor het eerst in 1187 met Friedrich von Betzenstein in een oorkonde genoemd. In 1359 kende keizer Karel IV het plaatsje marktrecht toe. Keizer Maximiliaan II verleende het plaatsje in 1611 stadsrechten. Van 1505 tot de inlijving door Beieren in 1806 hoorde Betzenstein tot de rijksstad Neurenberg.

## Kasteel
Het plaatsje wordt vanouds gedomineerd door een kasteel, Burg Betzenstein. Het eerste bouwwerk werd mogelijk in 1187 opgericht en diende als zetel van Friedrich von Betzenstein.
Ahorntal ·
Aufseß ·
Bad Berneck im Fichtelgebirge ·
Betzenstein ·
Bindlach ·
Bischofsgrün ·
Creußen ·
Eckersdorf ·
Emtmannsberg ·
Fichtelberg ·
Gefrees ·
Gesees ·
Glashütten ·
Goldkronach ·
Haag ·
Heinersreuth ·
Hollfeld ·
Hummeltal ·
Kirchenpingarten ·
Mehlmeisel ·
Mistelbach ·
Mistelgau ·
Pegnitz ·
Plankenfels ·
Plech ·
Pottenstein ·
Prebitz ·
Schnabelwaid ·
Seybothenreuth ·
Speichersdorf ·
Waischenfeld ·
Warmensteinach ·
Weidenberg